# Феліпе Парада
Феліпе Парада (ісп. Felipe Parada; нар. 16 травня 1981) — колишній чилійський тенісист.
Найвищу одиночну позицію світового рейтингу — 371 місце досяг 19 червня 2006, парну — 149 місце — 19 червня 2006 року.

## ATP Челленджер і ITF Ф'ючерс

### Одиночний розряд Титули (1
| Легенда               |
| Серія ATP Челленджер  |
| Серія ITF Ф'ючерс (1) |

| Ранг | Дата           | Турнір              | Покриття | Суперник              | Рахунок  |
| 1.   | 9 вересня 2002 | Болівія F1, Болівія | Ґрунт    | Ігнасіо Гонсалес Кінґ | 6–3, 6–4 |